# Sofianówka
Sofianówka (ukr. Софіянівка, Sofijaniwka) – wieś na Ukrainie, w obwodzie wołyńskim w rejonie maniewickim. Liczy 67 mieszkańców.